# Lamprostola aglaope
Lamprostola aglaope är en fjärilsart som beskrevs av Felder 1875. Lamprostola aglaope ingår i släktet Lamprostola och familjen björnspinnare. Inga underarter finns listade i Catalogue of Life.